# Vandenboschia
Vandenboschia je biljni rod iz porodice tankolistovki (Hymenophyllaceae), dio razreda Polypodiopsida ili papratnica. Pripada mu 25 vrsta i jedan hibrid raširenih u tropskim i suptropskim krajevima širom svijeta.
Rod je opisan u Philippine Journal of Science 67(1): 51. 1938.

## Vrste
1. Vandenboschia amabilis (Nakai) K. Iwats.
2. Vandenboschia auriculata (Blume) Copel.
3. Vandenboschia birmanica (Bedd.) Ching
4. Vandenboschia boschiana (J. W. Sturm ex Bosch) Ebihara & K. Iwats.
5. Vandenboschia collariata (Bosch) Ebihara & K. Iwats.
6. Vandenboschia cyrtotheca (Hillebr.) Copel.
7. Vandenboschia cystoseiroides (Christ ex Tardieu & C. Chr.) Ching
8. Vandenboschia davallioides (Gaudich.) Copel.
9. Vandenboschia fargesii (Christ) Ching
10. Vandenboschia gigantea (Bory ex Willd.) Pic. Serm.
11. Vandenboschia hokurikuensis Ebihara
12. Vandenboschia johnstonensis (Bailey) Copel.
13. Vandenboschia kalamocarpa (Hayata) Ebihara
14. Vandenboschia lofoushanensis Ching
15. Vandenboschia maxima (Blume) Copel.
16. Vandenboschia miuraensis Ebihara
17. Vandenboschia nipponica (Nakai) Ebihara
18. Vandenboschia obtusa (Copel.) comb. ined.
19. Vandenboschia oshimensis (Christ) Ebihara
20. Vandenboschia radicans (Sw.) Copel.
21. Vandenboschia rupestris (Raddi) Ebihara & K. Iwats.
22. Vandenboschia speciosa (Willd.) G. Kunkel
23. Vandenboschia striata (D. Don) Ebihara
24. Vandenboschia subclathrata K. Iwats.
25. Vandenboschia tubiflora F. S. Wagner
26. Vandenboschia × quelpaertensis (Nakai) Ebihara